# NEVER LET YOU GO
《NEVER LET YOU GO》是日本音樂團體GENERATIONS的第5张单曲，於2014年4月23日由rhythm zone发售。

## 概要
- A面曲 《NEVER LET YOU GO》是EXILE TRIBE Perfect Year 2014其中一環《EXILE Presents VOCAL BATTLE AUDITON 4 〜給懷抱夢想的年輕人們〜》第二審查的課題曲。
- B面曲《REVOLVER》為EXILE成員真木大輔主演的電影《我們的明天》的主題曲，亦是羅森「Pontaカード「Pontaでおトク」篇」電視廣告歌曲
- 此單曲有2個版本，分別有「CD+DVD」和「CD ONLY」。「CD+DVD」收錄了《NEVER LET YOU GO》的Music Video。
- 在5月5日於公信榜单曲週排行榜取得第2位。
- MV有部分片段於台灣拍攝。

## 收錄内容

### CD
1. NEVER LET YOU GO
（作詞：岡田マリア、作曲：SKY BEATZ・FAST LANE・Chris Hope・J FAITH）
2. REVOLVER
（作詞：P.O.S.、作曲：SKY BEATZ・SHIKATA・Chris Hope）
3. NEVER LET YOU GO (Instrumental)
4. REVOLVER (Instrumental)
5. HOT SHOT（English version）
（作詞：SUNNY BOY、作曲：Ricky Hanley・Kevin Charge・Hide Nakamura）

### DVD
1. NEVER LET YOU GO（Music Video）